# 女三四郎 (ゲーム)
「女三四郎」 (TYPHOON GAL) はタイトーから1985年にリリースされたアーケードゲーム。
同名の映画やテレビ番組が存在するが、それらとは全くの無関係である。

## ゲームのルール
8方向レバー、2ボタン（小技、大技(ジャンプ兼用)）で女格闘家のユキを操作する。道場ステージと野外ステージの全2ステージでループする。野外ステージをクリアすると、また道場ステージに戻る。
また、2人プレイ時は対CPU戦を行うもので、プレイヤー同士の対戦モードは無い。
次に出てくる多数の技を上手く使い分けなければならないこともあり、難易度は高めとされている。

## 技および体力回復について
8方向レバーを入力しながらボタンを押すことで様々な技が出せる。かかりにくい技とかかり易い技がある。最初に小技をかけて相手のダメージを与えてから、敵の体力が少なくなっていれば大技をかけると敵を倒すことが出来る。ただし、小技は壁を背にした相手には効果が薄い。技は種類によって異なる。
なお、自分の体力が減って少なくなると相手から大技が投げられ易くなるが、技をかけないで逃げ回ることで体力が回復する。ただし、逃げ続けていると相手が怒り難易度が上がる。また、KOの文字の上に表示されるPOWをジャンプで獲得しても大幅に回復する。
道場ステージの最後に出てくる師範には弱点が存在し、これらを使っていかないとダメージを与えられない。特定の大技でトドメをさすとボーナス点が入る
技は以下に記載。いずれも自身が左向きのものとする。
小技は全部で7種類
- パンチ（上）
- ひじてつ（右上）
- 押す（右）
- ローキック（左下、右下）
- いなす（左）
- しめる（左上）
- キンケリ（下）

大技は全部で8種類
- ブレーンバスター（上）
- カニバサミ（右）
- 肩車（左上）
- 巴投げ（左）
- 大車輪（右上）
- バックドロップ（右下）
- 一本背負い（左下）
- 地獄車（下）

## ミスの条件
自分の体力が少ない時に敵に大技をかけられるとミスとなり、通常設定で3ミスでゲームオーバーとなる。
※師範の目の前で戦っていると、師範から攻撃を受けてしまうことがある。

## 隠しフィーチャー
- 冒頭の木陰での着替えのシーンで、脱ぎ捨てられた服などが着地するのと同時にボタンを押すと各1,000点、ユキちゃんが着地するのと同時にボタンを押すと倒れて服がはだける5,000点、合計で8,000点のボーナス点。
- 大技がかかり門下生が逃げている時、プレイヤーの前まで来た瞬間に小技を当てると3,000点のボーナス点が入る。
- 師範を大技で壁に当て場外へ投げ飛ばすと5.000点のボーナス点。師範ごとに特定の大技で決めた場合は追加で7,000点のボーナス。
- 各ラウンドをノーミス(ノーダメージ)でクリアすると、パーフェクトボーナスとして100,000点のボーナス。

## 開発
タイトーの企画課に配属された酒匂弘幸は、外部で開発中の柔道ゲームを見て『縦画面でちょっとダサい柔道選手が動いている』と批判。上司から『売れるようにしろ』と命じられた酒匂は、タイトー自身で開発することを提案。そして『柔道って，男臭くて難しい…ということになったんですね。それならキャラは女の子にして，ギャルゲーにしてしまおう』と主人公を女性キャラに変え、ゲームの路線が固まっていった。
なお、開発中に創業者のミハイル・コーガンが死去。ほどなくして京セラが資本参加に入り、酒匂以外の開発メンバーは当時用賀にあった京セラの東京オフィスに移った。酒匂は綱島の中央研究所に残りつつ週一で用賀に出向き、現地のスタッフと調整を行っていた。

## 移植版
| No. | タイトル                                   | 発売日        | 対応機種                      | 開発元   | 発売元     | メディア                              | 型式       | 備考   |
| --- | ------------------------------------------ | ------------- | ----------------------------- | -------- | ---------- | ------------------------------------- | ---------- | ------ |
| 1   | タイトーメモリーズII 下巻                  | 2007年3月29日 | PlayStation 2                 | タイトー | タイトー   | DVD-ROM                               | TCPS-10183 |        |
| 2   | タイトーメモリーズII 下巻 エターナルヒッツ | 2008年6月26日 | PlayStation 2                 | タイトー | タイトー   | DVD-ROM                               | SLPM-55018 | 廉価版 |
| 3   | 女三四郎                                   | 2021年9月30日 | PlayStation 4 Nintendo Switch | タイトー | ハムスター | ダウンロード (アーケードアーカイブス) |            |        |